# Josep Fàbrega
Josep Fàbrega, mort vers 1791 à Barcelone, est un violoniste et compositeur espagnol de la période classique et l'un des pionniers de la symphonie en Catalogne.

## Biographie
Fàbrega s'est produit comme violoniste dans plusieurs chapelles musicales de la ville de Barcelone, dont la chapelle musicale de la basilique Sainte-Marie-de-la-Mer. 
Ses premières œuvres instrumentales datent de 1758. 

## Œuvre
Fàbrega est l'auteur d'un recueil de contredanses pour la danse des masques de Barcelone (seule la mélodie des violons est conservée, imprimée), de trois symphonies, de cinq ouvertures (conservées en copie manuscrite) et d'un arrangement du Stabat Mater de Jean-Baptiste Pergolèse à quatre voix et accompagnement de deux hautbois, deux cors, basson et cordes, suivant le modèle des effets sonores du Stabat Mater de Joseph Haydn.
Il composa également une messe, aujourd'hui perdue.